# Pisa Calcio 2001-2002
Questa pagina raccoglie i dati riguardanti il Pisa Calcio nelle competizioni ufficiali della stagione 2001-2002.

## Stagione
Dopo aver chiuso la stagione precedente a metà classifica in Serie C1 e tra le contestazioni dei tifosi, i presidenti Gerbi e Posarelli esprimono la volontà di vendere la società, anche se nell'estate 2001 non si presenta loro nessun acquirente. La panchina viene affidata a Guido Carboni. Già dalle prime partite si capisce che sarà una stagione tribolata e dopo l'ottava giornata, con il Pisa invischiato in piena zona retrocessione la dirigenza decide di esonerare Carboni, chiamando al suo posto Corrado Benedetti. La "cura Benedetti" fa bene ai nerazzurri che già entro la fine dell'anno solare escono dalla zona calda ed in gennaio lasciano sperare di poter chiudere nella prima metà della classifica. Poi però, causa anche l'"incapacità" della squadra di pareggiare (in tutto l'anno vi saranno solo tre segni X) e quindi varie inattese sconfitte (tra cui il pesante 1-3 interno dal Livorno), il Pisa riuscirà a salvarsi solo alla penultima giornata dopo l'1-1 interno con il Lecco, chiudendo così la stagione all'11º posto.

## Rosa
| N. |                   | Ruolo | Calciatore         |
| -- | ----------------- | ----- | ------------------ |
|    | Italia (bandiera) | P     | Francesco Ripa     |
|    | Italia (bandiera) | P     | Paolo Tommei       |
|    | Italia (bandiera) | D     | Emiliano Niccolini |
|    | Italia (bandiera) | D     | Fabio Bonadei      |
|    | Italia (bandiera) | D     | Stefano Bianconi   |
|    | Italia (bandiera) | D     | Ciro Capuano       |
|    | Italia (bandiera) | D     | Alessandro Cagnale |
|    | Italia (bandiera) | D     | Marco Mugnaini     |
|    | Italia (bandiera) | D     | Gianluca Sgarra    |
|    | Italia (bandiera) | D     | Carlalberto Ludi   |
|    | Italia (bandiera) | C     | Giuseppe Anaclerio |
|    | Italia (bandiera) | C     | Mario Alfieri      |

| N. |                   | Ruolo | Calciatore              |
| -- | ----------------- | ----- | ----------------------- |
|    | Italia (bandiera) | C     | Alec Bolla              |
|    | Italia (bandiera) | C     | Massimo Dalle Nogare    |
|    | Italia (bandiera) | C     | Andrea Parola           |
|    | Italia (bandiera) | C     | Francesco Zitolo        |
|    | Italia (bandiera) | C     | Emanuel Rovaris         |
|    | Italia (bandiera) | C     | Mario Massaro           |
|    | Italia (bandiera) | A     | Domenico Costanzo       |
|    | Italia (bandiera) | A     | Alessandro Atzeni       |
|    | Italia (bandiera) | A     | Massimiliano Varricchio |
|    | Italia (bandiera) | A     | Alessio Frati           |
|    | Italia (bandiera) | A     | Saverio Guariniello     |
|    | Malta (bandiera)  | A     | Gilbert Agius           |

## Risultati

### Serie C1

#### Girone di andata
| 2 settembre 2001 1ª giornata | Pisa | 0 – 1 | Treviso |  |

| 9 settembre 2001 2ª giornata | Arezzo | 3 – 1 | Pisa |  |

| 16 settembre 2001 3ª giornata | Pisa | 0 – 0 | Lucchese |  |

| 23 settembre 2001 4ª giornata | Monza | 1 – 2 | Pisa |  |

| 30 settembre 2001 5ª giornata | Pisa | 0 – 1 | Spezia |  |

| 7 ottobre 2001 6ª giornata | Pisa | 1 – 2 | AlbinoLeffe |  |

| 14 ottobre 2001 7ª giornata | Livorno | 2 – 0 | Pisa |  |

| 21 ottobre 2001 8ª giornata | Pisa | 0 – 1 | Alzano Virescit |  |

| 28 ottobre 2001 9ª giornata | Varese | 3 – 2 | Pisa |  |

| 4 novembre 2001 10ª giornata | Lumezzane | 4 – 3 | Pisa |  |

| 11 novembre 2001 11ª giornata | Pisa | 1 – 0 | Cesena |  |

| 18 novembre 2001 12ª giornata | Carrarese | 2 – 3 | Pisa |  |

| 25 novembre 2001 13ª giornata | Pisa | 1 – 0 | SPAL |  |

| 2 dicembre 2001 14ª giornata | Padova | 1 – 0 | Pisa |  |

| 9 dicembre 2001 15ª giornata | Pisa | 2 – 2 | Triestina |  |

| 16 dicembre 2001 16ª giornata | Lecco | 2 – 1 | Pisa |  |

| 23 dicembre 2001 17ª giornata | Pisa | 0 – 2 | Reggiana |  |

#### Girone di ritorno
| 6 gennaio 2002 18ª giornata | Treviso | 1 – 0 | Pisa |  |

| 13 gennaio 2002 19ª giornata | Pisa | 4 – 2 | Arezzo |  |

| 20 gennaio 2002 20ª giornata | Lucchese | 1 – 0 | Pisa |  |

| 27 gennaio 2002 21ª giornata | Pisa | 1 – 0 | Monza |  |

| 3 febbraio 2002 22ª giornata | Spezia | 1 – 0 | Pisa |  |

| 10 febbraio 2002 23ª giornata | AlbinoLeffe | 2 – 3 | Pisa |  |

| 17 febbraio 2002 24ª giornata | Pisa | 1 – 3 | Livorno |  |

| 3 marzo 2002 25ª giornata | Alzano Virescit | 1 – 0 | Pisa |  |

| 10 marzo 2002 26ª giornata | Pisa | 3 – 1 | Varese |  |

| 17 marzo 2002 27ª giornata | Pisa | 1 – 0 | Lumezzane |  |

| 24 marzo 2002 28ª giornata | Cesena | 0 – 2 | Pisa |  |

| 30 marzo 2002 29ª giornata | Pisa | 2 – 0 | Carrarese |  |

| 7 aprile 2002 30ª giornata | SPAL | 0 – 1 | Pisa |  |

| 14 aprile 2002 31ª giornata | Pisa | 2 – 1 | Padova |  |

| 21 aprile 2002 32ª giornata | Triestina | 3 – 1 | Pisa |  |

| 28 aprile 2002 33ª giornata | Pisa | 1 – 1 | Lecco |  |

| 5 maggio 2002 34ª giornata | Reggiana | 1 – 0 | Pisa |  |

### Coppa Italia Serie C

#### Fase a gironi
| 12 agosto 2001 | Pisa | 2 – 1 | Gubbio |  |

| 19 agosto 2001 | Poggibonsi | 1 – 1 | Pisa |  |

| 22 agosto 2001 | Pisa | 1 – 0 | Montevarchi |  |

| 26 agosto 2001 | Sangiovannese | 0 – 0 | Pisa |  |

#### Fase ad eliminazione diretta
| 10 ottobre 2001 Sedicesimi di finale - Andata | Viareggio | 1 – 4 | Pisa |  |

| 24 ottobre 2001 Sedicesimi di finale - Ritorno | Pisa | 6 – 0 | Viareggio |  |

| 14 novembre 2001 Ottavi di finale - Andata | Prato | 0 – 0 | Pisa |  |

| 5 dicembre 2001 Ottavi di finale - Ritorno | Pisa | 1 – 1 | Prato |  |

## Statistiche

### Statistiche di squadra
| Competizione         | Punti | In casa | In casa | In casa | In casa | In casa | In casa | In trasferta | In trasferta | In trasferta | In trasferta | In trasferta | In trasferta | Totale | Totale | Totale | Totale | Totale | Totale | DR  |
| Competizione         | Punti | G       | V       | N       | P       | Gf      | Gs      | G            | V            | N            | P            | Gf           | Gs           | G      | V      | N      | P      | Gf     | Gs     | DR  |
| -------------------- | ----- | ------- | ------- | ------- | ------- | ------- | ------- | ------------ | ------------ | ------------ | ------------ | ------------ | ------------ | ------ | ------ | ------ | ------ | ------ | ------ | --- |
| Serie C1             | 42    | 17      | 8       | 3       | 6       | 21      | 17      | 17           | 5            | 0            | 12           | 18           | 28           | 34     | 13     | 3      | 18     | 39     | 45     | -6  |
| Coppa Italia Serie C | -     | 4       | 3       | 1       | 0       | 10      | 2       | 4            | 1            | 3            | 0            | 5            | 2            | 8      | 4      | 4      | 0      | 15     | 4      | +11 |
| Totale               | -     | 21      | 11      | 4       | 6       | 31      | 19      | 21           | 6            | 3            | 12           | 23           | 30           | 42     | 17     | 7      | 18     | 54     | 49     | +5  |